# Cineplex Alhambra

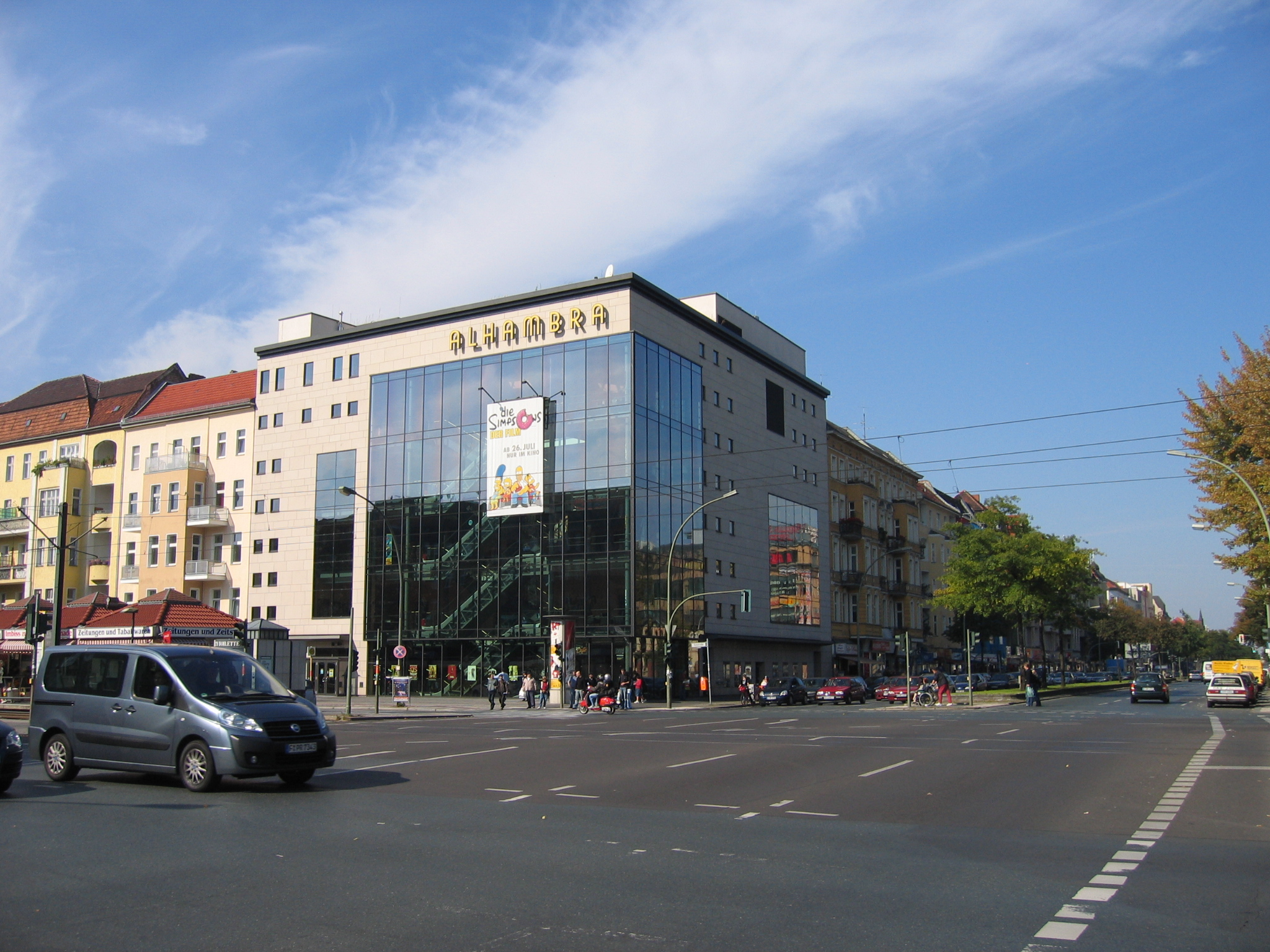
Cineplex Alhambra an der Ecke Seestraße/Müllerstraße

Das Cineplex Alhambra ist ein Kino im Berliner Ortsteil Berlin-Wedding. Das Kino geht auf einen Vorgängerbau von 1916 zurück. Das heutige Multiplex-Kino an diesem Standort entstand von 1999 bis 2002. Es hat 1500 Sitzplätze und acht Leinwände.

## Geschichte

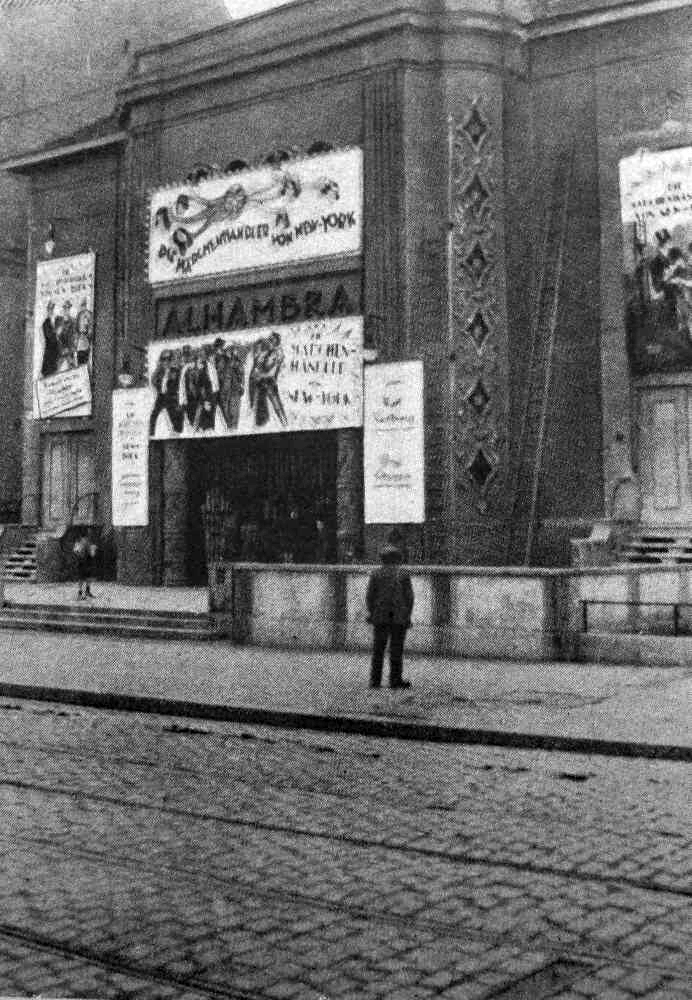
Alhambra-Kino 1925

Ab 1912 wurden im Hinterzimmer des Gartenlokals Sachon im Wedding Stummfilme vorgeführt. 1916 baute Familie Wegenstein an der Stelle des Restaurants Sachon unter dem Namen Apollo ein eigenes Kinogebäude. 1921 bauten die Wegensteins das Kino aus und nannten es in Alhambra um. Zu dieser Zeit befanden sich an der Straßenkreuzung noch einige Tanzsäle und diverse Cafés, die Straßenecke war ein Zentrum des Nachtlebens.
Im Zweiten Weltkrieg wurde das Kino schwer zerstört. 1953 erfolgte ein Abriss der Reste und ein Neubau nach Plänen von Hans Bielenberg und Helmut Ollk. Beide Kinos hatten je einen Saal mit einer Leinwand. Das Kino von 1953 hatte 400 Sitzplätze und ein kleines Konzertpodium. 1999 wurde das Gebäude wiederum abgerissen, um einem modernen Multiplex-Kino mit sieben Leinwänden Platz zu machen, der den Namen Alhambra Cine-Eck trug. Der damalige Eigentümer finanzierte den 14-Millionen-DM-Neubau über einen Kredit, den er langfristig nicht decken konnte.
Zeitweise hatte das Kino einen Ableger in der nahegelegenen Triftstraße, das Alhambra too, das im Rahmen des Neubaus des alten Alhambras wieder schloss.
Bis 1998 befand sich das Kino im Besitz der Familie Wegenstein. Der letzte Wegenstein, dem das Kino gehörte, Leopold Wegenstein, hatte das Alhambra 1981 übernommen. Dieser musste allerdings aufgrund der Spätfolgen des Multiplex-Neubaues 2003 Insolvenz anmelden und das Kino verkaufen. 2004 kam das Kino unter Zwangsverwaltung, 2008 wurde es schließlich zwangsversteigert. Betreiber ist seit 2005 die To the movies GmbH aus Berlin-Neukölln, die sich in der Cineplex-Gruppe organisiert hat. Mittlerweile gehört ihr das Gebäude auch. Angesichts der Bevölkerungsstruktur des Weddings zeigt das Kino auch regelmäßig türkische und arabische Filme in der Originalversion.
Von den einst 45 Kinos im Wedding ist das Alhambra das letzte überlebende kommerzielle Kino. Im Centre Français de Berlin befindet sich ein weiterer Kinosaal, das City Kino Wedding, der wegen seiner großen Bühne auch für andere Veranstaltungen genutzt wird.

## Gebäude
Das Kino liegt an der Ecke Müllerstraße/Seestraße, den beiden Straßen mit dem höchsten Verkehrsaufkommen im Stadtteil. Das Kino hat sieben Leinwände verteilt auf vier Stockwerke. Zwei der Säle haben zum Projektraum hin eine gläserne Wand, um die Kinotechnik sichtbar zu machen. Das Kino hat eine eigene Küche und diverse Restaurants.